# Cramahe
Cramahe es un municipio canadiense situado en la provincia de Ontario.

## Superficie
Cramahe tiene una superficie de 202,22 km².

## Demografía
En 2021, tenía 6509 habitantes, una densidad poblacional de 32,2 hab./km², y 2772 viviendas.